# Diocesi di Chicoutimi
La diocesi di Chicoutimi (in latino Dioecesis Chicoutimiensis) è una sede della Chiesa cattolica in Canada suffraganea dell'arcidiocesi di Québec. Nel 2021 contava 242.146 battezzati su 257.005 abitanti. È retta dal vescovo René Guay.

## Territorio
La diocesi comprende parte della regione del Saguenay-Lac-Saint-Jean in Canada.
Sede vescovile è la città di Chicoutimi, dal 2002 un quartiere della città di Saguenay, dove si trova la cattedrale di San Francesco Saverio (Cathédrale Saint-François-Xavier).
Il territorio è suddiviso in 63 parrocchie.

## Storia
La diocesi è stata eretta il 28 maggio 1878 con il breve Arcano divinae providentiae di papa Leone XIII, ricavandone il territorio dall'arcidiocesi di Québec.
Il 24 novembre 1945 ha ceduto una porzione del suo territorio a vantaggio dell'erezione della diocesi del Golfo di San Lorenzo (oggi diocesi di Baie-Comeau).
Il 31 maggio 2007 ha ampliato il proprio territorio, includendo territori prima appartenuti alla diocesi di Amos.

## Cronotassi dei vescovi
Si omettono i periodi di sede vacante non superiori ai 2 anni o non storicamente accertati.
- Dominique Racine † (28 maggio 1878 - 28 gennaio 1888 deceduto)
- Louis Nazaire Bégin † (1º ottobre 1888 - 18 dicembre 1891 nominato vescovo ausiliare di Québec[1])
- Michel-Thomas Labrecque † (8 aprile 1892 - 11 novembre 1927 dimesso[2])
- Charles-Antonelli Lamarche † (17 agosto 1928 - 22 gennaio 1940 deceduto)
- Georges-Arthur Melançon † (24 maggio 1940 - 11 febbraio 1961 dimesso[3])
- Marius Paré † (18 febbraio 1961 succeduto - 5 aprile 1979 dimesso)
- Jean-Guy Couture † (5 aprile 1979 - 19 giugno 2004 ritirato)
- André Rivest (19 giugno 2004 - 18 novembre 2017 ritirato)
- René Guay, dal 18 novembre 2017

## Statistiche
La diocesi nel 2021 su una popolazione di 257.005 persone contava 242.146 battezzati, corrispondenti al 94,2% del totale.
| anno | popolazione | popolazione | popolazione | presbiteri | presbiteri | presbiteri | presbiteri                | diaconi | religiosi | religiosi | parrocchie |
| anno | battezzati  | totale      | %           | numero     | secolari   | regolari   | battezzati per presbitero | diaconi | uomini    | donne     | parrocchie |
| ---- | ----------- | ----------- | ----------- | ---------- | ---------- | ---------- | ------------------------- | ------- | --------- | --------- | ---------- |
| 1950 | 205.000     | 206.600     | 99,2        | 332        | 268        | 64         | 617                       |         | 320       | 1.380     | 96         |
| 1959 | 230.500     | 231.600     | 99,5        | 407        | 308        | 99         | 566                       |         | 390       | 1.460     | 90         |
| 1966 | 256.702     | 257.860     | 99,6        | 472        | 337        | 135        | 543                       |         | 321       | 1.491     | 94         |
| 1970 | 254.363     | 258.063     | 98,6        | 458        | 324        | 134        | 555                       |         | 388       | 1.378     | 95         |
| 1976 | 258.124     | 260.434     | 99,1        | 401        | 286        | 115        | 643                       |         | 262       | 1.059     | 94         |
| 1980 | 268.779     | 271.170     | 99,1        | 355        | 264        | 91         | 757                       | 4       | 220       | 986       | 95         |
| 1990 | 274.017     | 277.999     | 98,6        | 290        | 217        | 73         | 944                       | 24      | 153       | 820       | 96         |
| 1999 | 262.417     | 265.833     | 98,7        | 238        | 189        | 49         | 1.102                     | 33      | 105       | 665       | 96         |
| 2000 | 260.317     | 265.171     | 98,2        | 235        | 186        | 49         | 1.107                     | 34      | 105       | 655       | 96         |
| 2001 | 262.677     | 265.986     | 98,8        | 220        | 172        | 48         | 1.193                     | 35      | 79        | 635       | 95         |
| 2002 | 260.915     | 264.486     | 98,6        | 211        | 170        | 41         | 1.236                     | 38      | 75        | 624       | 95         |
| 2003 | 260.915     | 264.486     | 98,6        | 203        | 162        | 41         | 1.285                     | 39      | 80        | 617       | 91         |
| 2004 | 258.692     | 262.317     | 98,6        | 199        | 160        | 39         | 1.299                     | 39      | 69        | 575       | 85         |
| 2006 | 258.085     | 260.428     | 99,1        | 181        | 146        | 35         | 1.425                     | 40      | 59        | 528       | 70         |
| 2013 | 267.700     | 274.000     | 97,7        | 160        | 135        | 25         | 1.673                     | 40      | 45        | 387       | 66         |
| 2016 | 275.000     | 282.000     | 97,5        | 133        | 112        | 21         | 2.067                     | 43      | 35        | 332       | 65         |
| 2019 | 249.874     | 261.471     | 95,6        | 114        | 96         | 18         | 2.191                     | 43      | 27        | 287       | 65         |
| 2021 | 242.146     | 257.005     | 94,2        | 108        | 90         | 18         | 2.242                     | 42      | 26        | 242       | 63         |